# Fonuafuu
Fonuafoʻou (auch: Fonuafuu, Fonuafoō, Fonuafoou) ist eine kleine unbewohnte Insel in der tonganischen Inselgruppe Vavaʻu.

## Geographie
Fonuafuu ist ein Motu im östlichsten Riffsaum von Vavaʻu. Sie gehört in die Reihe mit Lolo, Fonuaunga und Luatafito und liegt relativ isoliert. Im Westen ist die nächste Insel Fuaʻamotu.

## Klima
Das Klima ist tropisch heiß, wird jedoch von ständig wehenden Winden gemäßigt. Ebenso wie die anderen Inseln der Vavaʻu-Gruppe wird Fonuafuu gelegentlich von Zyklonen heimgesucht.